# Capo di Feno
Pour les articles homonymes, voir Capo di Feno (homonymie).
Capo di Feno ou Capu di Fenu est un cap, un espace naturel sauvage ainsi que le nom d'une plage située en Corse-du-Sud, à l'ouest d'Ajaccio.

## Espace sensible et protégé
Capo di Feno fait partie des espaces sensibles du golfe d'Ajaccio. Le site de Capo di Feno, protégé Natura 2000 depuis 2011, est acquis partiellement depuis décembre 2005 par le Conservatoire du Littoral. Il n'en maîtrise que la façade sud.

## Histoire
Fenu en langue corse étant le foin ; le site bénéficie d'un restauration d'aires à blé Aghja et autres vestiges d'une activité agricole et de pâturage.
Sa tour génoise maintenant en ruine à son extrémité ouest permet au XVIe siècle de surveiller et de défendre le golfe d'Ajaccio.

## Description du site
Situé au nord du golfe d'Ajaccio, cet espace singulier et sauvage, pourtant proche de l’agglomération ajaccienne, bénéfice d'un relief à deux visages. L'un au nord, fourni d'un maquis haut et de pentes  abrupte puis de falaises. L'autre au sud, plus doux fait de collines en pente douce.

## La bordure littorale
Son linéaire côtier fait de petites criques sableuses et de rochers fait plus de 10 km. Ce site côtier tout d'abord réputé pour sa beauté sauvage et la clarté de son eau, abrite un des spots de surf de Corse-du-Sud les plus connus.

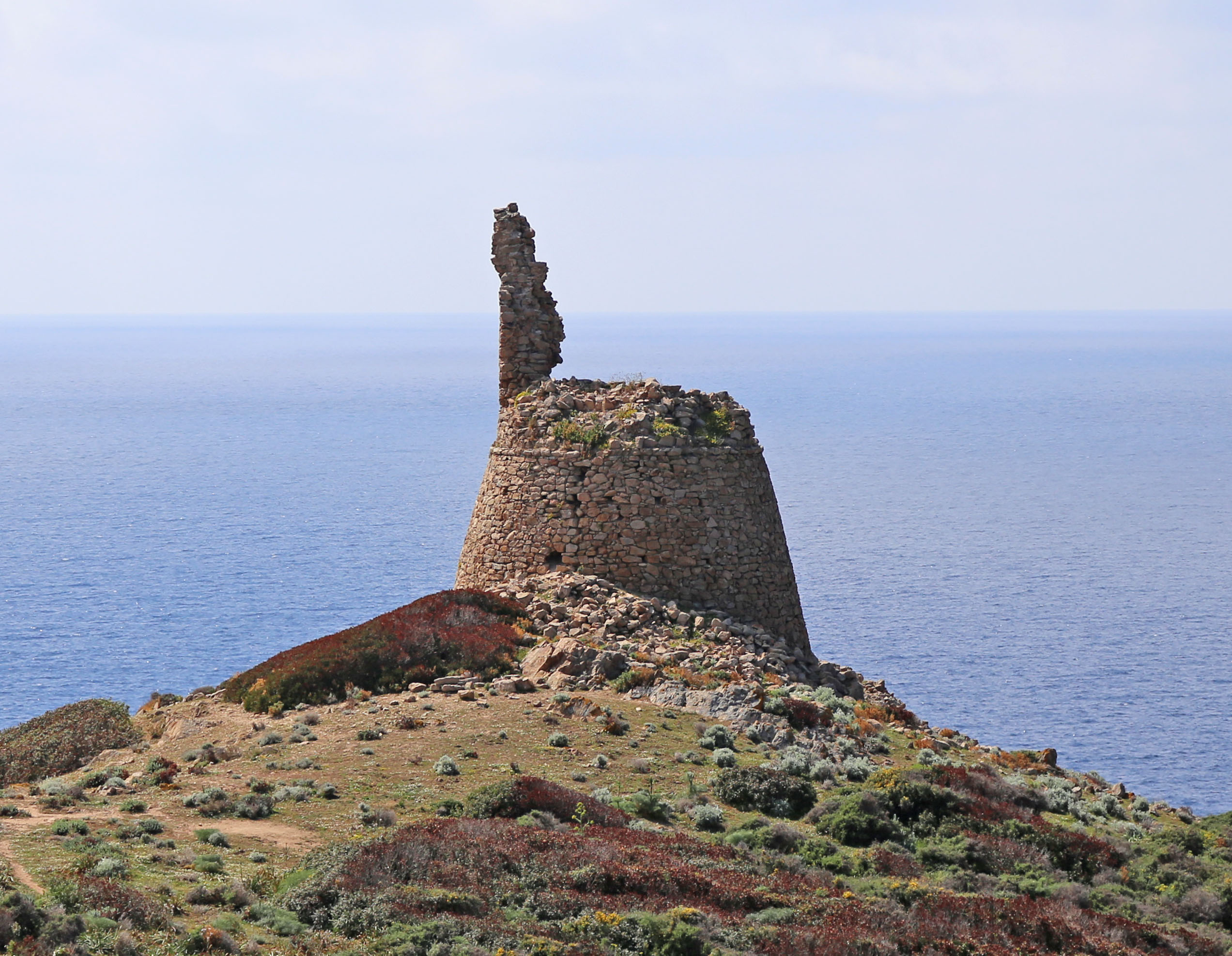
Tour gênoise de Capo di Feno
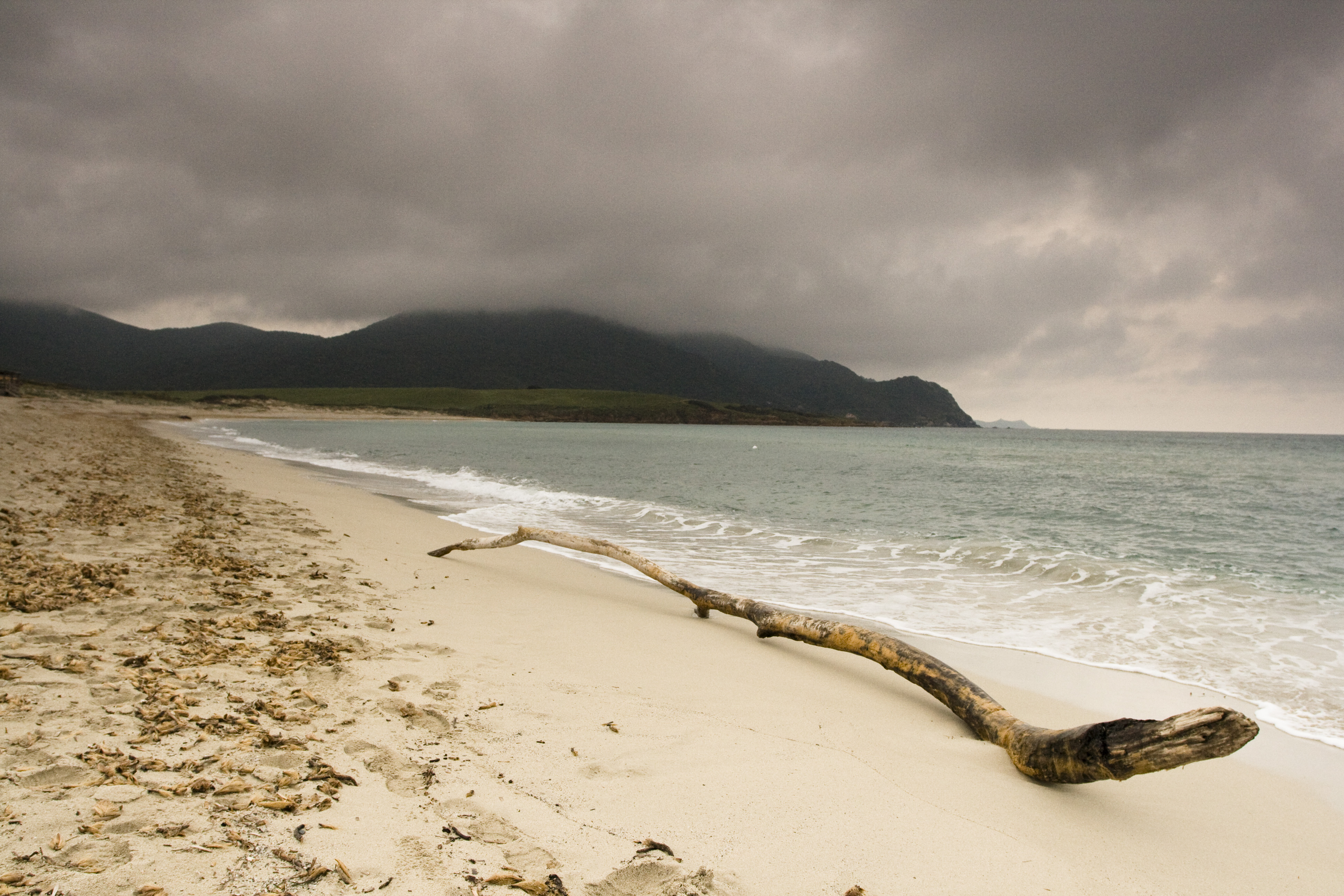
Panorama

Deux plages singulières sont séparées par un champ d'une beauté surprenante. Ce que l'on appelle le Grand Capo est la plage la plus touristique et la plus grande. Plus au sud, la plage de Sevani autrement dit Petit Capo ou plage de Saint-Antoine sur la carte IGN est quant à elle plus petite mais très agréable et peu connue. Ce site est sujet à d'énormes vagues et demande une attention particulière.

## Vues de la plage

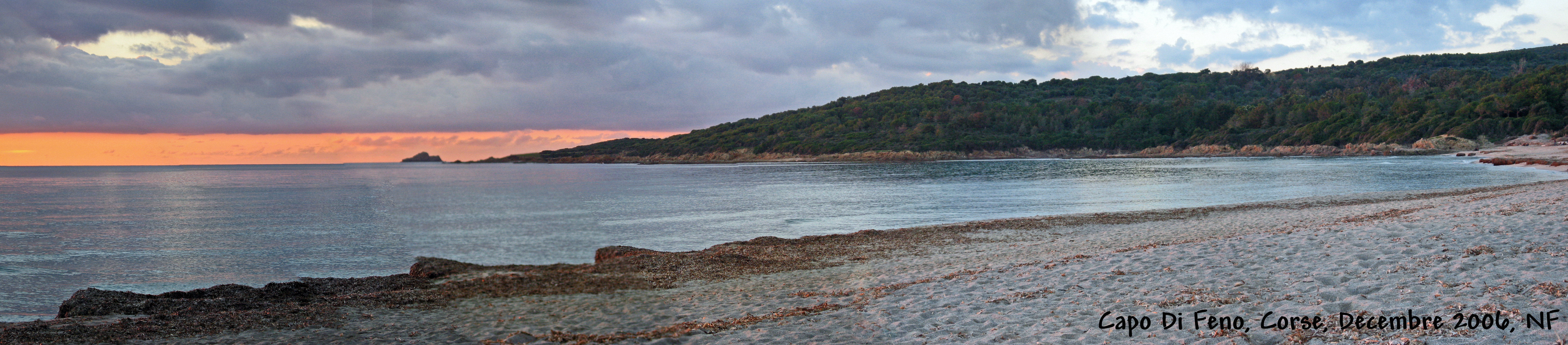
Capo di feno en hiver

## Accès
Depuis le village de Villanova, un sentier permet l'accès à une partie du site. Du village à la tour génoise de Capo di Feno, le parcours s'effectue en 5h20 sur un sentier de 15 km aller-retour.
À partir de la plage du Grand Capo, un sentier en boucle permet de longer le littoral vers le nord et d’accéder à de petites criques.
À partir du Grand Site de la Parata, le sentier des douaniers permet l'accès à pied aux plages du Petit et Grand Capo en 2h30 aller-retour.